# وولفگانگ برنت
وولفگانگ برنت (انگلیسی: Wolfgang Behrendt؛ زادهٔ ۱۴ ژوئن ۱۹۳۶) بوکسور اهل آلمان بود.